# Lennart Enebo
Lennart Enebo, född 23 september 1914 i Maria Magdalena församling, Stockholm, död 24 december 1977 i Nacka, Stockholms län, var en svensk forskare inom bioteknik.
Enebo studerade vid Kungliga tekniska högskolan (KTH) där han tog civilingenjörsexamen 1938, blev teknologie licentiat 1945, samt teknologie doktor och docent i teknisk mikrobiologi 1954. Han var speciallärare vid KTH 1948-1967 och från 1967 professor i biokemisk teknologi där.
Enebo invaldes 1968 som ledamot av Ingenjörsvetenskapsakademien.